# Friedrich von Gregory
Kuno Arthur Karl Friedrich Freiherr von Gregory (* 19. Mai 1900 in Görlitz; † 1986) war ein deutscher Jurist, Verbandsfunktionär und Politiker (NSDAP).

## Leben
Seine Eltern waren der Generalleutnant Arthur Kuno von Gregory (* 28. Februar 1859; † 16. Juni 1924) und dessen Ehefrau Margarete von Tzschoppe (* 18. November 1866).
Nach dem Schulbesuch nahm Gregory von Oktober bis November 1918 als Soldat am Ersten Weltkrieg teil. Er diente als Fahnenjunker beim Grenadier-Regiment „König Wilhelm I.“ (2. Westpreußisches) Nr. 7 und wurde an der Westfront eingesetzt. Dort geriet er am 4. November 1918 in französische Kriegsgefangenschaft. Im Dezember 1919 gelang ihm in Nantes die Flucht aus dem Kriegsgefangenenlager. Nach seiner Rückkehr studierte er Rechtswissenschaft an der Schlesischen Friedrich-Wilhelms-Universität Breslau, an der er zum Doktor der Rechte promoviert wurde. Im Anschluss an sein Studium war er als Rechtsanwalt und Syndikus in Hirschberg im Riesengebirge tätig.
Gregory trat zum 1. Januar 1931 in die NSDAP ein (Mitgliedsnummer 388.699) und war Beauftragter der wirtschaftspolitischen Abteilung der Reichsleitung der NSDAP für das Wirtschaftsgebiet Süd-Ost (Schlesien). Im April 1932 wurde er als Abgeordneter in den Preußischen Landtag gewählt, dem er bis zu dessen Auflösung im Oktober 1933 angehörte. Im Parlament vertrat er den Wahlkreis 8 (Liegnitz).
Während des Zweiten Weltkrieges war Gregory Vorstandsvorsitzender der Berg- und Hütten-Aktiengesellschaft (Buhag) in Jannowitz im Riesengebirge.
Von 1957 bis 1965 war Gregory Hauptgeschäftsführer der Landesvereinigung der Niedersächsischen Arbeitgeberverbände (Landesvertretung Niedersachsen beim Bundesverband der Deutschen Industrie) in Hannover.